# 808년

## 연호
- 당(唐) 원화(元和) 3년
- 일본(日本) 다이도(大同) 3년

## 기년
- 당(唐) 헌종(憲宗) 3년
- 신라(新羅) 애장왕(哀莊王) 9년
- 발해(渤海) 강왕(康王) 15년

## 사건
- 불가르의 크룸, 스트루마강 어귀에서 동로마 제국군을 격파하다.

## 탄생
- 신라의 문신 김양